# 14203 Hocking
14203 Hocking eller 1998 YT20 är en asteroid i huvudbältet som upptäcktes den 25 december 1998 av Spacewatch vid Kitt Peak-observatoriet. Den är uppkallad efter den kanadensiske fysikern Wayne Keith Hocking.
Asteroiden har en diameter på ungefär 9 kilometer och den tillhör asteroidgruppen Eos.